# Liefdefjorden
Le Liefdefjorden (littéralement « fjord de l'amour »), est un fjord de la Terre de Haakon VII au Spitzberg dans le Svalbard.

## Description
Il a une longueur d'environ 30 km et a porté de nombreux noms dont Baye d'Amour, Kjærlighedsbugten, Porto detto l'Amato, Liefde Bay et Love Bay. Le Monacobreen débouche dans le fjord,. Au côté nord de la partie extérieure du fjord se trouve la péninsule de Reinsdyrflya.
Liefde est la traduction néerlandaise du mot français amour mais le fjord a sans doute été nommé d'après le navire de Liefde.

## Histoire
Il est découvert par Robert Fotherby en 1612. Il lui donne le nom de Wiche Sound en l'honneur de Richard Wyche.